# Hunt for Exomoons with Kepler
Hunt for Exomoons with Kepler (HEK), (en català: Caça d'exollunes amb Kepler) és un projecte que té com a objectiu la recerca d'exollunes, satèl·lits naturals d'exoplanetes, emprant les dades recollides pel telescopi espacial Kepler. Fundat per l'exoselenòleg britànic David Kipping i afiliat al Centre d'Astrofísica | Harvard & Smithsonian, HEK va presentar el seu primer article el 30 de juny de 2011.Des de llavors, HEK ha presentat cinc articles més, i ha trobat algunes proves d'una exolluna al voltant d'un planeta que orbita a Kepler-1625b el juliol de 2017.

## Treball científic
HEK cerca exollunes de dues maneres, la variació de la velocitat radial i la variació de temps de trànsit, ambdues basades en alteracions del senyal bàsic produït pel planeta. Per a les llunes detectades de la primera manera, els canvis sinusoïdals en la longitud d'ona de la llum de l'estrella amfitriona creada pel planeta poden ser modulats lleugerament per una lluna del planeta. En el segon mètode, l'interval en què un planeta transita la seva estrella amfitriona es pot fer una mica més curt o més llarg sota la influència gravitatòria d'una lluna, revelant la seva existència.
En el seu primer article, Hunt for Exomoons with Kepler va seleccionar diversos candidats planetaris Kepler com a objectius de cerca, basant-se en la probabilitat i la detectabilitat de possibles llunes al voltant dels planetes. Un segon article, publicat a principis de 2013, que cobria les propietats de set dels candidats a planeta, no va revelar cap lluna, però va permetre als astrònoms limitar les relacions de massa lluna-planeta dels planetes. Un tercer article, acceptat pel Astrophysical Journal, va analitzar els senyals de trànsit i velocitat radial de Kepler-22b, i l'únic planeta de la zona habitable analitzat per l'equip HEK al juliol de 2013. Tanmateix, igual que amb les cerques anteriors, no es va descobrir cap lluna de manera concloent, la qual cosa va limitar la massa màxima d'una lluna de Kepler-22b per sota de 0,54 masses terrestres amb un 95% de confiança.
Malgrat la manca de resultats positius en un any i mig de funcionament, diversos comentaristes, entre ells Shannon Hall d'Universe Today i Markus Hammonds de Discovery News, han expressat l'esperança que quedin milers de milions d'exollunes, moltes habitables, per trobar a la Via Làctia. Citant el fet que els primers exoplanetes no es van trobar en els primers esforços de descobriment i el fet que la Via Làctia és extremadament gran i diversa, ambdós comentaristes afirmen que eventualment es trobaran exollunes.
El juliol de 2017, el projecte va informar d'evidències febles per a un conjunt de llunes semblants a Io i proves d'una lluna al voltant del planeta que orbita a Kepler-1625.